# تحديد المواقع باستخدام الصدى عند الحيوان
تحديد المواقع باستخدام الصدى ويسمى أيضًا السونار الحيوي، هو سونار بيولوجي تستخدمه العديد من أنواع الحيوانات. تصدر الحيوانات التي تستخدم الصدى لتحديد الموقع نداءات إلى البيئة وتستمع إلى أصداء تلك النداءات التي تعود من كائنات مختلفة قريبة منها. ويستخدمون هذه الأصداء لتحديد موقع الأشياء والتعرف عليها. يستخدم تحديد الموقع بالصدى للملاحة والبحث عن الطعام والصيد في بيئات مختلفة.
تشمل الحيوانات التي تحدد الموقع بالصدى الثدييات، وأبرزها اللاورازياثيريا، وخاصة الأودونتوسيتس
(الحيتان ذات الأسنان) وبعض أنواع الخفافيش، وكذلك، باستخدام أشكال أبسط، كما في الأنواع في مجموعات أخرى مثل الذبابة. هناك أيضًا عدد قليل من أنواع الطيور التي تحدد موقعها بالصدى، بما في ذلك مجموعتين من الطيور التي تعيش في الكهوف، والتي تسمى سميفات الكهف في جنس سويفتليتس (Aerodramus) (المعروف سابقًا باسم Collocalia) والطائر الزيتي غير ذي الصلة Steatornis caripensis.

## البحث المبكر
صيغ مصطلح تحديد الموقع بالصدى في عام 1944 من قبل عالم الحيوان الأمريكي دونالد غريفين، الذي أظهر لأول مرة هذه الظاهرة في الخفافيش مع روبرت غالامبوس. وكما وصف غريفين في كتابه، فقد توصل العالم الإيطالي لازارو سبالانزاني في القرن الثامن عشر -عن طريق سلسلة من التجارب المتقنة- إلى أن الخفافيش عندما تطير ليلًا، فإنها تعتمد على بعض الحواس إلى جانب الرؤية، لكنه لم يكتشف ذلك أما الحاسة الأخرى فكانت السمع. كرر الطبيب وعالم الطبيعة السويسري لويس جورين تجارب سبالانزاني (باستخدام أنواع مختلفة من الخفافيش)، وخلص إلى أنه عندما تصطاد الخفافيش ليلًا، فإنها تعتمد على السمع في عام 1908، أكد والتر لويس هان النتائج التي توصل إليها سبالانزاني وجورين.
في عام 1912، اقترح المخترع حيرام مكسيم بشكل مستقل أن الخفافيش تستخدم الصوت تحت النطاق السمعي البشري لتجنب العوائق. في عام 1920، اقترح عالم وظائف الأعضاء الإنجليزي هاملتون هارتريدج بشكل صحيح أن الخفافيش تستخدم ترددات أعلى من نطاق السمع البشري.
تحديد الموقع بالصدى في حيتان الأودونتوسيتس (الحيتان ذات الأسنان) لم يوصف بشكل صحيح إلا بعد عقدين من عمل غريفين وغالامبوس، من قبل شيفيل وماكبرايد في عام 1956. ومع ذلك، في عام 1953، اقترح جاك إيف كوستو في كتابه الأول، العالم الصامت، أن خنازير البحر لديها شيء مثل السونار، إذا حكمنا من خلال قدراتها الملاحية.

## مبدأ
تحديد الموقع بالصدى هو نفس السونار النشط، وذلك باستخدام الأصوات التي يصدرها الحيوان نفسه. يتم إجراء تحديد المدى عن طريق قياس التأخير الزمني بين انبعاث الصوت الخاص بالحيوان وأي أصداء تعود من البيئة. توفر الكثافة النسبية للصوت المستقبل في كل أذن بالإضافة إلى التأخير الزمني بين الوصول إلى الأذنين معلومات حول الزاوية الأفقية (السمت) التي تصل منها الموجات الصوتية المنعكسة.
على عكس بعض أجهزة السونار التي يصنعها الإنسان والتي تعتمد على العديد من الحزم الضيقة للغاية والعديد من أجهزة الاستقبال لتحديد موقع الهدف (السونار متعدد الحزم)، فإن تحديد الموقع بالصدى لدى الحيوانات يحتوي على جهاز إرسال واحد فقط وجهازين استقبال (الأذنين) متباعدتين قليلًا. تصل الأصداء العائدة إلى الأذنين في أوقات مختلفة وبكثافة مختلفة، اعتمادًا على موضع الجسم الذي يولد الصدى. تستخدم الحيوانات اختلافات الوقت وارتفاع الصوت لإدراك المسافة والاتجاه. من خلال تحديد الموقع بالصدى، لا يستطيع الخفاش أو أي حيوان آخر أن يرى إلى أين يتجه فحسب، بل يمكنه أيضًا رؤية حجم حيوان آخر، ونوع الحيوان، وغيرها من الميزات.
على المستوى الأساسي، يعتمد تحديد الموقع بالصدى على التشريح العصبي لدوائر الدماغ السمعية. في جوهر الأمر، تسمح مسارات الدماغ الصاعدة في جذع الدماغ للدماغ بحساب الفرق بين الأذنين إلى أجزاء صغيرة جدًا من الثانية.

## الخفافيش
تستخدم الخفافيش التي تستخدم الصدى لتحديد الموقع هذا الصدى من أجل التنقل والبحث عن الطعام، وغالبًا ما يكون ذلك في ظلام دامس. تخرج عمومًا من مجاثمها في الكهوف أو السندرات أو الأشجار عند الغسق وتطارد الحشرات في الليل. باستخدام تحديد الموقع بالصدى، يمكن للخفافيش تحديد مدى بعد الجسم، وحجم الجسم وشكله وكثافته، والاتجاه (إن وجد) الذي يتحرك فيه الجسم. إن استخدامهم لتحديد الموقع بالصدى، جنبًا إلى جنب مع الطيران الآلي، يسمح لهم باحتلال مكان حيث يوجد غالبًا العديد من الحشرات (التي تخرج ليلًا نظرًا لوجود عدد أقل من الحيوانات المفترسة في ذلك الوقت)، ومنافسة أقل على الطعام، وعدد أقل من الأنواع التي قد تفترس الخفافيش أنفسهم.
تقوم الخفافيش بتحديد الموقع بالصدى عن طريق توليد الموجات فوق الصوتية عبر الحنجرة وتصدر الصوت من خلال الفم المفتوح أو في حالات نادرة الأنف. يكون هذا الأخير أكثر وضوحًا في خفافيش حدوة الحصان (Rhinolophus spp). يتراوح تردد اشارات تحديد الموقع بالصدى لدى الخفافيش من 14000 إلى أكثر من 100000 هرتز، معظمها خارج نطاق الأذن البشرية (يعتبر نطاق السمع البشري النموذجي من 20 هرتز إلى 20000 هرتز). يمكن للخفافيش تقدير ارتفاع الأهداف من خلال تفسير أنماط التداخل الناتجة عن الأصداء المنعكسة من الزنمة، وهي سديلة من الجلد في الأذن الخارجية.
هناك فرضيتان حول تطور تحديد الموقع بالصدى في الخفافيش. يشير الأول إلى أن تحديد الموقع بالصدى الحنجري تطور مرتين، أو أكثر، في تشيروبتيرا، مرة واحدة على الأقل في يانغوتشيروبتيرا ومرة واحدة على الأقل في خفافيش حدوة الحصان (رينولوفيداي). يقترح الثاني أن تحديد الموقع بالصدى الحنجري له أصل واحد في Chiroptera، وقد فُقد لاحقًا في عائلة Pteropodidae. في وقت لاحق، طور جنس Rousettus في عائلة Pteropodidae آلية مختلفة لتحديد الموقع بالصدى باستخدام نظام نقر اللسان.
تحدد أنواع الخفافيش الفردية موقعها بالصدى ضمن نطاقات ترددية محددة تناسب بيئتها وأنواع فرائسها. وقد استخدم الباحثون هذا أحيانًا لتحديد الخفافيش التي تحلق في منطقة ما ببساطة عن طريق تسجيل اشاراتهم باستخدام مسجلات الموجات فوق الصوتية المعروفة باسم كاشفات الخفافيش. ومع ذلك، فإن نداءات تحديد الموقع بالصدى ليست دائمًا خاصة بالأنواع وبعض الخفافيش تتداخل في نوع النداءات التي تستخدمها، لذلك لا يمكن استخدام تسجيلات نداءات تحديد الموقع بالصدى لتحديد جميع الخفافيش. في السنوات الأخيرة، طور الباحثون في العديد من البلدان مكتبات استدعاء الخفافيش التي تحتوي على تسجيلات لأنواع الخفافيش المحلية التي حددت والمعروفة باسم الاشارات المرجعية للمساعدة في تحديد الهوية.
منذ السبعينيات، كان هناك جدل مستمر بين الباحثين حول ما إذا كانت الخفافيش تستخدم شكلًا من أشكال المعالجة المعروفة من الرادار يسمى الارتباط المتبادل المتماسك. ويعني التماسك أن مرحلة إشارات تحديد الموقع بالصدى تستخدمها الخفافيش، في حين أن الارتباط المتبادل يعني فقط أن الإشارة الصادرة تتم مقارنتها بالأصداء العائدة في عملية جارية. اليوم، يعتقد معظم الباحثين - ولكن ليس كلهم - أنهم يستخدمون الارتباط المتبادل، ولكن في شكل غير متماسك، ويطلق عليهم اسم مستقبل بنك الترشيح.
عند البحث عن فريسة فإنها تصدر أصواتًا بمعدل منخفض (10-20 نقرة في الثانية). أثناء مرحلة البحث، يقترن انبعاث الصوت بالتنفس، والذي يقترن مرة أخرى بضربات الجناح. يبدو أن هذا الاقتران يحافظ على الطاقة بشكل كبير حيث لا توجد تكلفة طاقة إضافية تذكر لتحديد الموقع بالصدى للخفافيش الطائرة. بعد اكتشاف عنصر فريسة محتملة، تقوم الخفافيش بتحديد الموقع بالصدى بزيادة معدل النبضات، وتنتهي بالطنين النهائي، بمعدلات تصل إلى 200 نقرة في الثانية. أثناء الاقتراب من هدف تم اكتشافه، تقل مدة الأصوات تدريجيًا، وكذلك طاقة الصوت.